# Gypsophila scariosa
Gypsophila scariosa är en nejlikväxtart som beskrevs av Ignaz Friedrich Tausch. Gypsophila scariosa ingår i släktet slöjor, och familjen nejlikväxter. Inga underarter finns listade i Catalogue of Life.